# Bela Crkva
Bela Crkva (cyr. Бела Црква, cz. Bílý Kostel, niem. Weißkirchen, rum. Biserica Albă, węg. Fehértemplom) – miasto w Serbii, w Wojwodinie, w okręgu południowobanackim, siedziba gminy Bela Crkva. Położone jest w kotlinie rzeki Nery. W 2011 roku liczyło 9080 mieszkańców.

## Historia
Do połowu III wieku rządzili tutaj Rzymianie. W XIV wieku wymieniana jest w węgierskich źródłach miejscowość Fehérregyház, ale została ona zniszczona przez Turków. Obecną osadę założyli koloniści niemieccy w 1717 roku.

## Kultura
- W lecie organizowany jest tu Karnawał Kwiatów
- Muzeum Miejskie